# Вікінг (фільм, 2022)
«Вікінг» (Viking) — канадська науково-фантастична комедія 2022 року режисера Стефана Лафлера.

## Про фільм
Компанія «Вікінг» набирає групу з п'яти осіб, щоб запобігти міжособистісним проблемам, які можуть виникнути серед п'яти астронавтів, які відправляються в першу пілотовану експедицію на Марс.
Цих людей обрано тому, що їхні характери нагадують космонавтів.

## Знімались
| Актор                | Роль     |
| -------------------- | -------- |
| Стів Лаплант         | Девід    |
| Ларісса Корріво      | Стевен   |
| Фабіола Нірва Аладін | Жанет    |
| Хамза Хак            | Гарі     |
| Деніс Гоул           | Ліз      |
| Марі Брассар         | Крістіан |
| Марі-Лоранс Моро     | Ісабель  |
| Ремі-П'єр Пакен      | Ерік     |
| Ерік К. Буліанн      | суперник |